# Sídliště Hloubětín

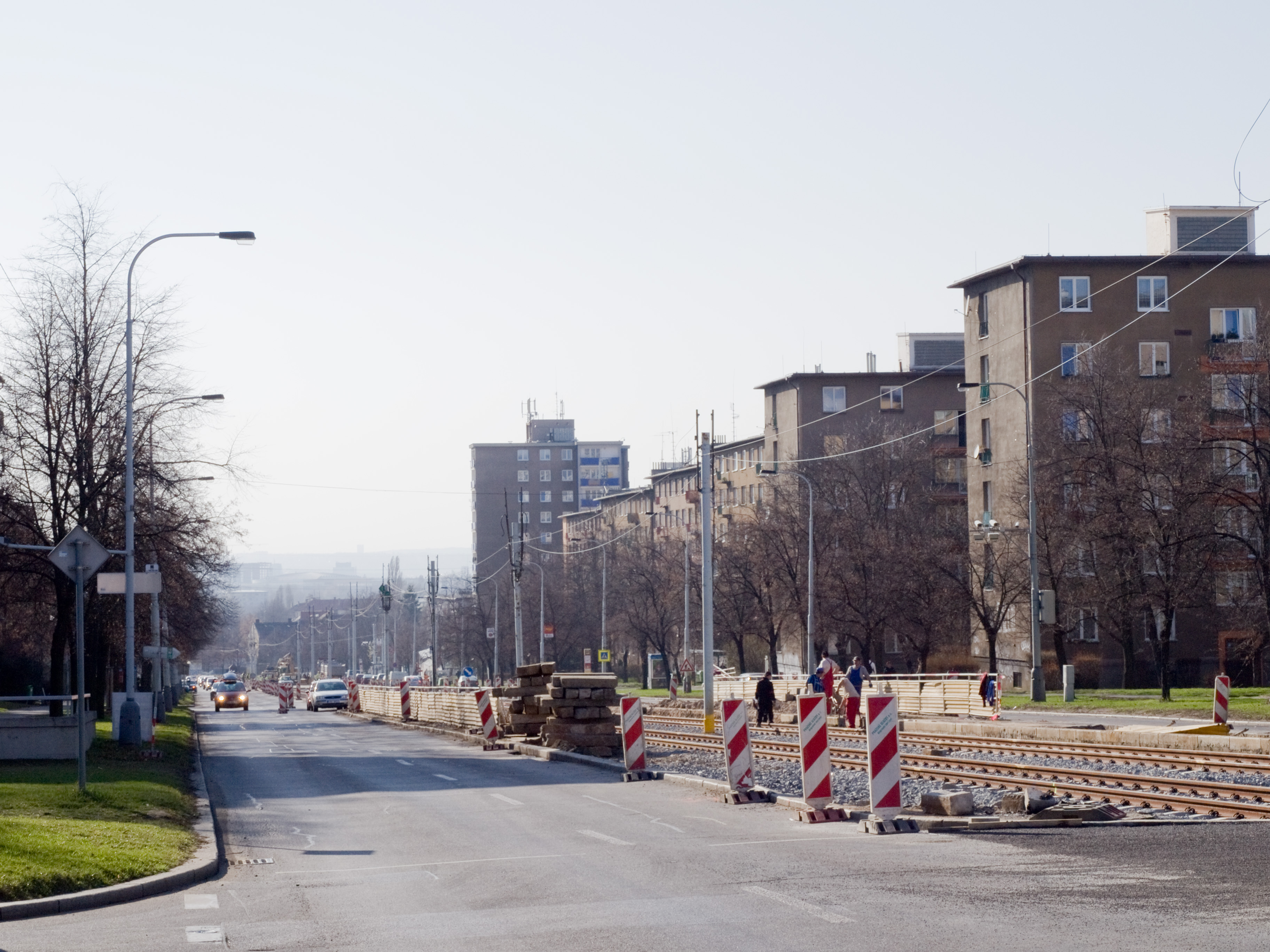
Šestipodlažní bytové domy na severní straně ulice Poděbradská směrem do centra, dominantu a orientační bod Hloubětínského sídliště tvoří věžový dům (na fotografii uprostřed)

Sídliště Hloubětín je sídliště z let 1961–1965 v katastrálním území Hloubětín v Praze 14. Hlavním architektem byl Miloslav Hudec.

## Historie a popis

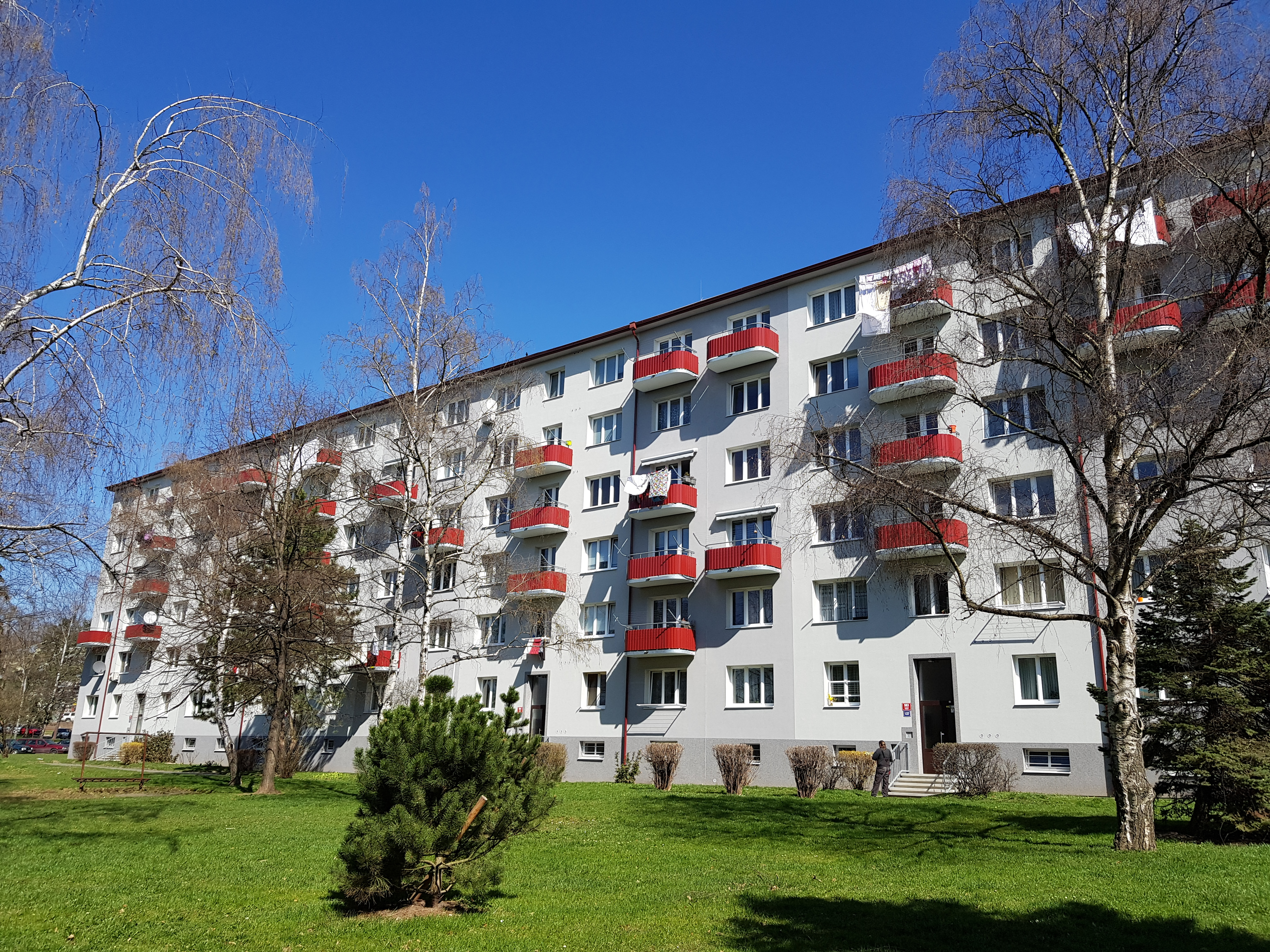
Domy v ulici Poděbradská čp. 566, 565, 564, 563 po zateplení a doplnění o závěsné balkony.

Sídliště bylo vystavěno ve třetí pětiletce v letech 1961–1965 podle projektu architektů Miloslava Hudce, Josefa Poláka (1923–1994) a Karla Štefce. Výstavbu schválil IX. sjezd Ústředního národního výboru 27. dubna 1959. Generálním projektantem byl Pražský projektový ústav Praha (dříve SÚPNO Praha), jím schválenou zastavovací studii schválila Rada bývalého Ústředního národního výboru 26. května 1959. Generálním dodavatelem byl Stavební podnik MV – Stavobyt.
Sídliště má rozlohu 22,9 hektarů. Tvoří ho čtyřpodlažní (typ TO-2B), šestipodlažní (typ TO-3B) a jedenáctipodlažní věžové domy s plochými střechami. Průměrná podlažnost je 4,5. Sídliště se skládá ze 33 objektů a obsahuje 1724 bytových jednotek pro 5400 obyvatel.
Výstavba probíhala v okolí dnešní stanice metra Hloubětín podél ulice Poděbradská na východ od původního památkově chráněného centra obce a jižně od ulice Kolbenova. Domy podél Poděbradské a v okolních ulicích musely být kvůli výstavbě zbořeny. Později byla zbořena i východní fronta náměstí Ve Starém Hloubětíně. Sama ulice Poděbradská byla rozšířena. Domy mají většinou 3 až 7 vchodů. Velice podobné domy byly postaveny například v novém Mostě. Ve stejné době bylo budováno i sídliště Malešice (1961–1966) a Spořilov (1961–1967).
Dopravní obslužnost se zlepšila v roce 1976, když byla dokončena tramvajová trať vedoucí ulicí Poděbradskou na Lehovec. V roce 1999 byla uvedena do provozu stanice metra Hloubětín na žluté lince B.

## Občanská vybavenost

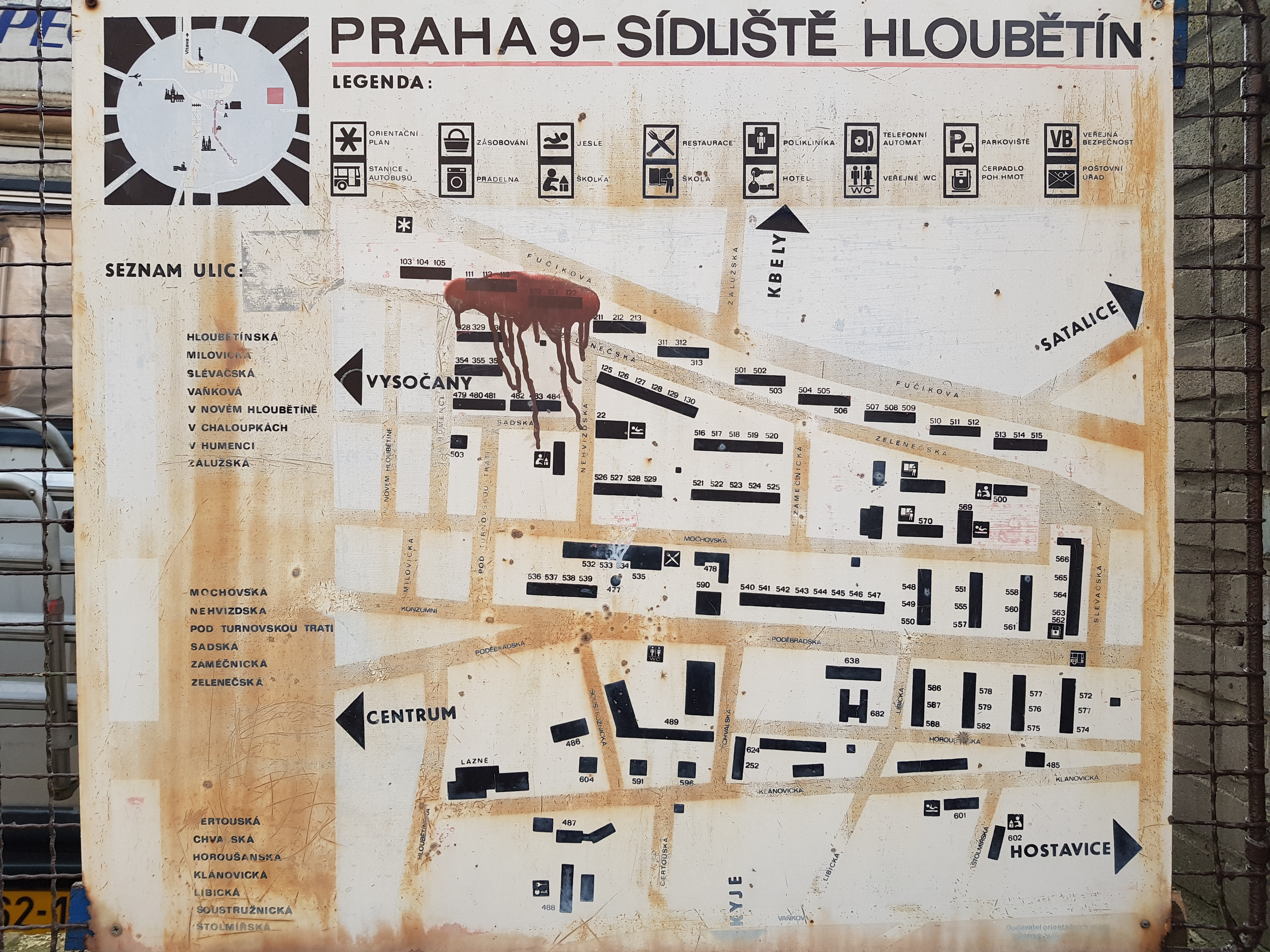
Orientační plán sídliště

Občanskou vybavenost po dokončení tvořilo patnáct objektů. Mezi nimi byla jedna základní devítiletá škola (pro 1440 žáků s 36 třídami), tři mateřské školy (každá pro 60 dětí), dvoje jesle (pro 35 a 70 dětí), obchodní centrum, dům služeb, restaurace a zdravotní středisko s osmi ordinacemi a lékárnou. Až v roce 1980 byla dokončena výstavba Ubytovny pro pracovníky ČKD (pozdější Ubytovna Areál Hloubětín v ulici Slévačská 744). Podle původních plánů měl v budoucnu vzniknout i kulturní dům s kinem, divadlem a klubovnami pro zájmovou činnost.

## Technická vybavenost
Technickou vybavenost po dokončení tvořilo šest trafostanic, dvě plynové regulační stanice, deset výměníkových stanic zabudovaných v objektech a jedna automatická telefonní ústředna. Sídliště bylo napojeno teplovodem na teplárnu spalovny.

## Náměstí Hloubětín

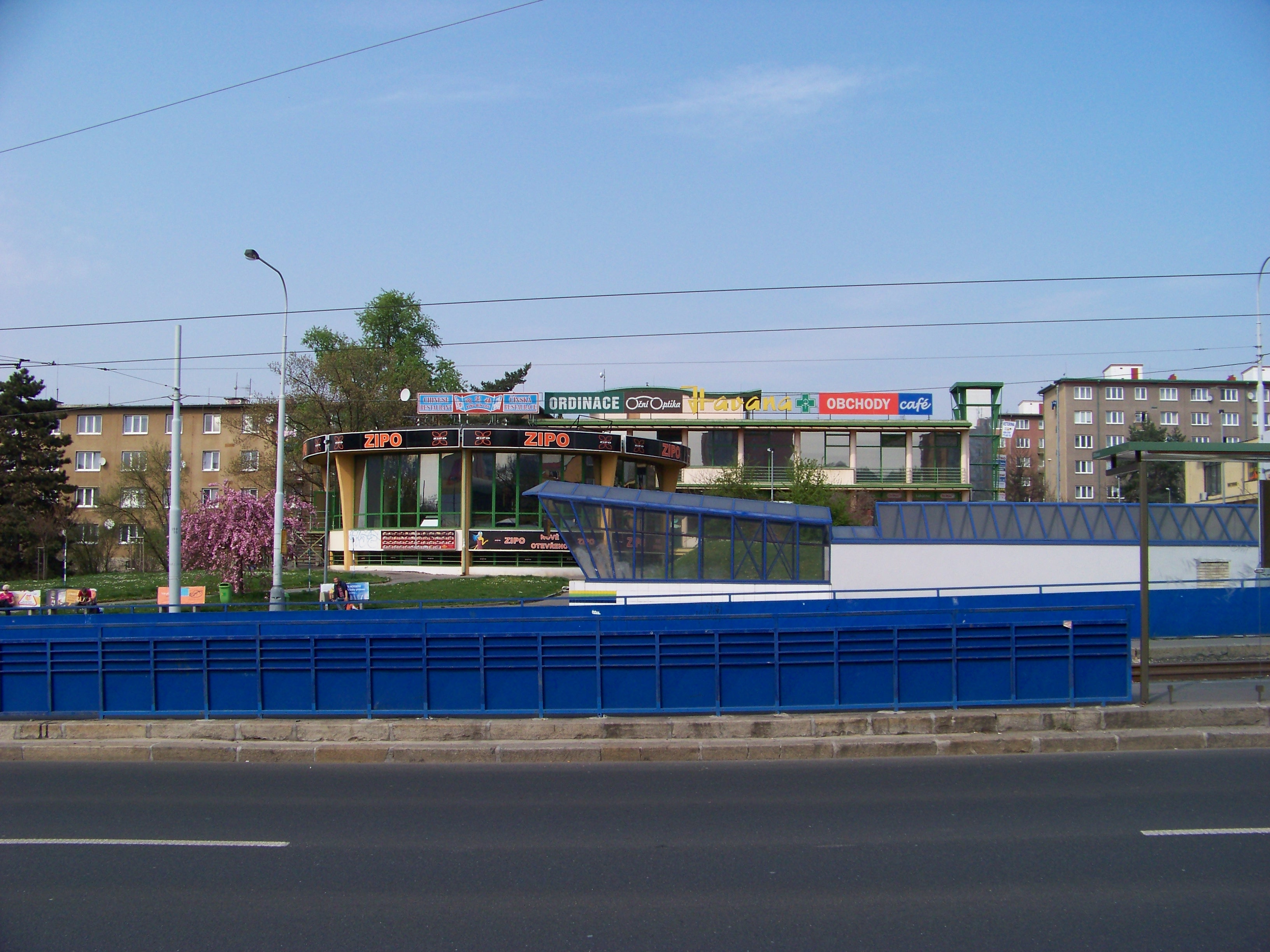
Severní část náměstí Hloubětín s bývalou restaurací Havana

Centrem čtvrti se stalo Vetiškovo náměstí, po roce 1990 neoficiálně označované jako náměstí Hloubětín. Náměstí dělí ulice Poděbradská na severní a jižní část, z jedné části na druhou už tehdy bylo možné projít podchodem. Severní část tvořil dům obchodních prodejen Střed, restaurace Havana s kulatým pavilonem kavárenské cukrárny, jižní část náměstí uzavírá obchodní dům a dům služeb a středem vede průchod do ulice Čertouská. Na sídliště byla umístěna umělecká díla, severní část náměstí ozdobila plastika Ležící (Koupající se) žena od Otty Sukupa (1926–2012), jižní Fontána a Fuga – Varhany od Arnošta Košíka (1920–1990).
V době, kdy vznikaly plány sídliště, proběhla Kubánská revoluce. Hloubětínská restaurace Havana s kruhovou cukrárnou se vyznačuje stejným duchech jako železobetonové stavby kubánského architekta Maria Girony. Proslulý je především Zmrzlinový palác Coppelia v Havaně. Karibskou náladu šedesátých let připomíná barevnost betonu, štíhlá svislá železobetonová žebra, mezi kterými jsou velká okna u kruhové stavby, štíhlé válcové sloupy u kvádrové stavby, dobovým písmem vyvedený nápis Havana a za ním malá nástavba se stříškou v podobě mořské vlny.
Sepětí s Kubánskou revolucí demonstroval také název tramvajové zastávky Havana.

## Druhy a složení bytů
648 bytů bylo postaveno tradičním cihlovým způsobem (typ TO-2B), 901 bytů způsobem typu TO-3B a 175 bytů v atypických věžových domech.
Složení bytů:
- 101 garsoniér I. a II. kategorie
- 1353 dvoupokojových bytů III. a IV. kategorie
- 270 třípokojových bytů III. a IV. kategorie[3]